# BNP Paribas Masters 2014
BNP Paribas Masters 2014 — профессиональный теннисный турнир, в 43-й раз проводившийся в Париже, Франция на закрытых кортах с покрытием типа хард. Турнир имеет категорию ATP Masters 1000. Соревнования прошли с 28 октября по 2 ноября 2014 года.
Прошлогодними чемпионами являются:
- Одиночный турнир —  Новак Джокович
- Парный турнир —  Боб Брайан /  Майк Брайан.

## Общая информация
Одиночный турнир собрал восемь представителей Top10 мирового рейтинга. В турнире не смогли принять участие только Рафаэль Надаль (№ 3 в мире на тот момент) и Марин Чилич (№ 8 в мире на тот момент). Первым номером посева стал лидер классификации и победитель последнего розыгрыша турнира Новак Джокович. Сербу в итоге удалось защитить свой титул и выиграть местные соревнования в третий раз за карьеру (первый раз он здесь выигрывал в 2009 году). В финале Джокович обыграл седьмого номера посева Милоша Раонича для которого этот финал стал вторым в карьере на турнирах серии Мастерс. В основном турнире принял участие один представитель России Михаил Южный, который уже на старте турнира уступил колумбийцу Сантьяго Хиральдо.
В мужском парном разряде также обошлось без неожиданностей. Победу одержали первые номера посева и прошлогодние чемпионы Боб и Майк Брайаны. В финале они переиграли французский дуэт Марцина Матковского и Юргена Мельцера. Братья Брайаны выиграли местные соревнования уже в четвёртый раз (помимо двух последних розыгрышей они побеждали в 2005 и 2007 годах).

## Соревнования

### Одиночный турнир
Новак Джокович обыграл  Милоша Раонича со счётом 6-2, 6-3.
- Джокович выигрывает 6-й одиночный титул в сезоне и 47-й за карьеру в основном туре ассоциации.
- Раонич сыграл 3-й одиночный финал в сезоне и 13-й за карьеру в основном туре ассоциации.

### Парный турнир
Боб Брайан /  Майк Брайан обыграли  Марцина Матковского /  Юргена Мельцера со счётом 7-6(5), 5-7, [10-6].
- Братья Брайаны выигрывают 9-й совместный титул в сезоне и 102-й за карьеру в основном туре ассоциации.